# Kambodjas riksvapen

Emblem 1975–1979.

Kambodjas riksvapen består av två lejon (det ena med elefanthuvud), som är symboler för styrka och auktoritet. Bägaren och vapnen i mitten samt korset överst symboliserar kungamakten. Längst ner står landets namn.
Under Pol Pot-regimen, när landet hette Demokratiska Kampuchea, bestod vapnet av en bevattningsanläggning, risfält och en fabrik som fond.